# Vyšča Liha 1992
La prima edizione del campionato ucraino di calcio (Vyšča Liha) si giocò nel 1992 e vide la vittoria finale del Tavrija.
Capocannoniere del torneo fu Jurij Hudymenko (Tavrija), con 12 reti.

## Nascita del torneo
La dissoluzione dell'Unione Sovietica a natale del 1991 aprì il dibattito sull'organizzazione della nuova stagione che doveva iniziare in primavera. Chiarito che l'esperienza della Comunità di Stati Indipendenti sarebbe servita solo ad affrontare l'avventura di Euro 1992, l'Ucraina decise di creare il proprio campionato coi club dei tre campionati federali sovietici, che erano 19, più la vincitrice della vecchia coppa regionale per rendere pari i quadri, affidando al torneo stesso la selezione di 16 squadre che sarebbero state un organico più adatto per una realtà più ridotta rispetto alla vecchia URSS.
L'obiettivo dell'adesione alla UEFA consigliava di passare ad un calendario europeo, e perciò si pensò ad una rapida semi-stagione di pochi mesi, ottenibile spezzando in due il torneo. Più empiricamente, un rapido campionato aveva anche l'obiettivo di chiedere alla UEFA degli ulteriori posti per i club ucraini per la stagione 1992-93, dato che gli esiti dell'ultimo campionato sovietico erano stati in maggioranza appannaggio dei russi, lasciando notabilmente alla Dinamo Kiev, il maggior club del paese, solo una possibilità legata alla Coppa sovietica, cui si preferì rinunciare.

## Classifica finale

### Gruppo A
|  | Pos. | Squadra             | Pt | G  | V  | N | P  | GF | GS | DR  |
|  | ---- | ------------------- | -- | -- | -- | - | -- | -- | -- | --- |
|  | 1.   | Tavrija             | 28 | 18 | 11 | 6 | 1  | 30 | 9  | +21 |
|  | 2.   | Šachtar             | 26 | 18 | 10 | 6 | 2  | 31 | 10 | +21 |
|  | 3.   | Čornomorec'         | 25 | 18 | 9  | 7 | 2  | 30 | 12 | +18 |
|  | 4.   | Torpedo Zaporižžja  | 19 | 18 | 6  | 7 | 5  | 21 | 16 | +5  |
|  | 5.   | Metalurh Zaporižžja | 18 | 18 | 6  | 6 | 6  | 20 | 19 | +1  |
|  | 6.   | Karpaty             | 16 | 18 | 5  | 6 | 7  | 15 | 18 | -3  |
|  | 7.   | Kremin' Kremenčuk   | 16 | 18 | 4  | 8 | 6  | 17 | 23 | -6  |
|  | 8.   | Nyva Vinnycja       | 14 | 18 | 5  | 4 | 9  | 18 | 33 | -15 |
|  | 9.   | Mykolaïv            | 10 | 18 | 3  | 4 | 11 | 12 | 29 | -17 |
|  | 10.  | Temp Šepetivka      | 8  | 18 | 2  | 4 | 12 | 9  | 34 | -25 |

### Gruppo B
|  | Pos. | Squadra                      | Pt | G  | V  | N | P  | GF | GS | DR  |
|  | ---- | ---------------------------- | -- | -- | -- | - | -- | -- | -- | --- |
|  | 1.   | Dinamo Kiev                  | 30 | 18 | 13 | 4 | 1  | 31 | 13 | +18 |
|  | 2.   | Dnipro                       | 23 | 18 | 10 | 3 | 5  | 26 | 15 | +11 |
|  | 3.   | Metalist                     | 21 | 18 | 8  | 5 | 5  | 21 | 16 | +5  |
|  | 4.   | Nyva Ternopil'               | 21 | 18 | 8  | 5 | 5  | 16 | 12 | +4  |
|  | 5.   | Volyn'                       | 18 | 18 | 8  | 2 | 8  | 24 | 21 | +3  |
|  | 6.   | Bukovyna Černivci            | 18 | 18 | 7  | 4 | 7  | 17 | 16 | +1  |
|  | 7.   | Zorja                        | 17 | 18 | 6  | 5 | 7  | 23 | 23 | 0   |
|  | 8.   | Naftovyk-Ukrnafta            | 13 | 18 | 5  | 3 | 10 | 12 | 28 | -16 |
|  | 9.   | Prykarpat'e Ivano-Frankivs'k | 12 | 18 | 3  | 6 | 9  | 9  | 18 | -9  |
|  | 10.  | SK Odessa                    | 7  | 18 | 3  | 1 | 14 | 15 | 32 | -17 |

### Spareggi

#### Finale scudetto
| Squadra 1 | Risultato | Squadra 2   |
| --------- | --------- | ----------- |
| Tavrija   | 1 - 0     | Dinamo Kiev |

#### Terzo / Quarto posto
| Squadra 1 | Risultato | Squadra 2 |
| --------- | --------- | --------- |
| Dnipro    | 3 - 2     | Šachtar   |

### Verdetti
- Tavriya Simferopoli Campione d'Ucraina 1992 e qualificata in UEFA Champions League 1992-1993.
- Chornomorets qualificata in Coppa delle Coppe 1992-1993.
- Dinamo Kiev qualificata in Coppa UEFA 1992-1993 a conferma di quanto sentenziato nella Vysšaja Liga 1991.
- Nyva Vinnytsia, Evis Mykolaiv, Temp Shepetivka, Naftovyk Okhtyrka, Prykarpattya Ivano-Frankivsk e SCA Odessa retrocesse in Perša Liha 1992-1993.